# Huizúcar
Huizúcar é um município localizado no departamento de La Libertad, em El Salvador. Sua população estimada em 2013 era de 16 148 habitantes.

## Transporte
O município de Huizúcar é servido pela seguinte rodovia:
- LIB-42  que liga a cidade ao município de San José Villanueva
- LIB-12  que liga a cidade ao município de Nuevo Cuscatlán
- LIB-40  que liga a cidade de San José Villanueva ao município de Nuevo Cuscatlán
- LIB-25  que liga a cidade ao município de Santa Tecla
- LIB-13  que liga a cidade ao município de San Salvador [2]